# فدراسیون فوتبال نیجریه
فدراسیون فوتبال نیجریه (با تام مخفف NFF  یا ان اف اف) بلند مرتبه‌ترین نهاد رسمی فوتبال در نیجریه است که به سازماندهی فوتبال محلی و بین‌المللی تیم‌های این کشور می‌پردازد. این فدراسیون در سال ۱۹۴۵ راه‌اندازی شد و اولین تیم ملی فوتبال نیجریه را در سال ۱۸۴۹ تأسیس کرد. این فدراسیون در سال ۱۹۵۹ به عضویت فیفا و کنفدراسیون فوتبال آفریقا در آمد. دفتر مرکزی فدراسیون فوتبال نیجریه در شهر آبوجا قرار دارد.